# Acutaleyrodes palmae
Acutaleyrodes palmae là một loài côn trùng cánh nửa trong họ Aleyrodidae, phân họ Aleyrodinae.
Acutaleyrodes palmae được Takahashi miêu tả khoa học đầu tiên năm 1960.